# Como Matar Uma Sogra
Como Matar Uma Sogra é um filme brasileiro de 1982, dirigido por Luiz de Miranda Corrêa, como roteiro de Denoy de Oliveira. O filme é baseado no romance "O livro de uma Sogra", de Aluísio de Azevedo. .  

## Elenco
- Renata Fronzi como a Sogra[3]
- Mário Cardoso [3]
- Rossana Ghessa [3]
- Berta Loran [3]
- Milton Carneiro [3]
- Ivan Senna[3]

## Produção
O filme foi produzido pela L.M. Produções Cinematográficas e Rossana Ghessa Produções Cinematográficas. As gravações foram iniciadas em 1978.
O lançamento comercial do filme deu-se em 31 de março de 1982. 